# Xenosoma nigricosta
Xenosoma nigricosta là một loài bướm đêm thuộc phân họ Arctiinae, họ Erebidae.